# Serie B Nazionale 2024-2025 (pallacanestro maschile)
La Serie B Nazionale 2024-25, denominata per ragioni di sponsorizzazione Serie B Old Wild West, è stata la tredicesima edizione del secondo livello dilettantistico del campionato italiano di pallacanestro, la seconda dopo la riforma avvenuta nell'estate 2022.

## Stagione

### Novità
A sostituire le retrocesse CUS Jonico Taranto, Virtus Salerno, Virtus Padova e Sporting Club Juvecaserta, dalla Serie B Interregionale 2023-2024 sono state promosse la Robur Basket Saronno, la Bergamo Basket 2014, la Virtus Roma 1960, l'Orlandina Basket, la Virtus Kleb Ragusa e la Pallacanestro Fulgor Fidenza. A sostituire le promosse Del.Fes Avellino e Libertas Livorno 1947, scendono dalla massima serie dilettantistica la Fortitudo Agrigento, il Latina Basket, la LUISS Roma, la Monferrato Basket, la pallacanestro Orzinuovi e il San Giobbe Chiusi. Rispetto alla stagione precedente le squadre passano da trentasei partecipanti a quarantadue, in base alla riforma dei campionati di A2, la nuova B Nazionale e B Interregionale.

#### Aggiornamenti
La LNP a seguito delle rinunce della Bergamo Basket 2014 e della Lions Bisceglie e le rinunce a disputare il campionato da parte della New Flying Balls Ozzano e della pallacanestro Orzinuovi che ha visto un cambio di proprietà ha deliberato una modifica al format del campionato portandolo a quaranta squadre suddivise in due gironi.

Il 2 marzo 2025 la Società Chieti Basket '74 comunica la rinuncia al prosieguo del campionato. La Federazione dispone l'esclusione dal campionato 2024-2025, imponendo alla società di iscriversi a campionati a libera partecipazione. Annulla tutte le gare disputate portando il Girone B a 19 partecipanti. Tutti i giocatori e membri dello staff tesserati dalla società vengono automaticamente svincolati.

### Formula
Partecipano al campionato 40 squadre divise in due gironi da 20 squadre ciascuno. Ogni formazione disputerà un totale di 38 partite, in gare di andata e ritorno. La squadra classificata al 20º posto retrocederà direttamente in Serie B Interregionale.

La seconda fase del campionato prevederà una fase play-off a cui accedono direttamente le squadre classificate dal 1º al 6º posto nella fase di qualificazione del proprio girone e le 2 formazioni vincitrici dei play-in, disputati su due turni tra le formazioni classificate dal 7º al 12º posto della fase di qualificazione.

Il primo turno dei play-in vedrà confrontarsi, in una gara unica in casa della meglio classificata, le squadre piazzatesi nona e dodicesima, e le compagini al decimo e all'undicesimo posto, nello stesso girone. Le due vincitrici accederanno al secondo turno in cui affronteranno 7ª (nel caso della vincente delle gare tra decima e undicesima) e 8ª classificata (per la vincente delle partite tra nona e dodicesima) della fase di qualificazione, di nuovo in gara unica in casa della meglio classificata. Verranno così determinate le ultime due squadre ad accedere al tabellone play-off che consisterà in serie al meglio delle cinque gare.

Le squadre vincenti le due finali dei tabelloni play-off verranno promosse in Serie A2. La terza promozione sarà determinata da uno spareggio in campo neutro, in gara unica, tra le perdenti delle due finali Playoff.

Le squadre classificate dal 16º al 19º posto nella fase di qualificazione di ognuno dei due gironi accederanno ai play-out. Le squadre coinvolte si incontreranno tra di loro in un tabellone incrociato tra i due gironi, in una serie al meglio delle cinque partite. Le vincenti del primo turno si salvano; le perdenti accedono al secondo turno. Il secondo turno consiste in una nuova serie al meglio delle cinque partite. Le due vincenti del secondo turno si salvano, mentre le perdenti retrocedono in Serie B Interregionale.

Per ogni squadra è obbligatorio iscrivere a referto un minimo di 9 giocatori di formazione italiana e massimo un atleta con formazione non italiana e passaporto comunitario. L'11° e 12° atleta, ove presenti, devono essere nati dall'anno 2005 in poi.

## Girone A

### Squadre
| Squadra                  | Stagione | Città                   | Palazzetto                  | Stagione precedente                                                                    |
| ------------------------ | -------- | ----------------------- | --------------------------- | -------------------------------------------------------------------------------------- |
| A. Costa Imola           | dettagli | Imola (BO)              | PalaRuggi                   | 8ª in Serie B Nazionale Girone B                                                       |
| Aurora Desio             | dettagli | Desio (MB)              | PalaDesio                   | 14ª in Serie B Nazionale Girone A                                                      |
| Bakery Piacenza          | dettagli | Piacenza                | PalaFranzanti               | 6ª in Serie B Nazionale Girone A                                                       |
| Basket Mestre            | dettagli | Mestre (VE)             | Palasport Taliercio         | 6ª in Serie B Nazionale Girone B                                                       |
| Fortitudo Agrigento      | dettagli | Agrigento               | PalaMoncada                 | 10ª in Serie A2 Girone Verde, retrocessa                                               |
| Fulgor Fidenza           | dettagli | Fidenza (PR)            | Palapatrizzoli              | 2ª in Serie B Interregionale Division C, promossa agli spareggi                        |
| Fulgor Omegna            | dettagli | Omegna (VB)             | PalaCipir (Gravellona Toce) | 13ª in Serie B Nazionale Girone A                                                      |
| Legnano Basket           | dettagli | Legnano (MI)            | PalaBorsani (Castellanza)   | 9ª in Serie B Nazionale Girone A                                                       |
| Monferrato Basket        | dettagli | Casale Monferrato (AL)  | PalaFerraris                | 11ª in Serie A2 Girone Verde, retrocessa                                               |
| Orlandina                | dettagli | Capo d'Orlando (ME)     | PalaFantozzi                | 1ª in Serie B Interregionale Division H, promossa ai play-off di Conference Sud        |
| Pall. Fiorenzuola        | dettagli | Fiorenzuola d'Arda (PC) | PalaMagni                   | 10ª in Serie B Nazionale Girone A                                                      |
| Pall. Crema              | dettagli | Crema (CR)              | Palazzetto Cremonesi        | 12ª in Serie B Nazionale Girone A                                                      |
| Raggisolaris Faenza      | dettagli | Faenza (RA)             | PalaCattani                 | 7ª in Serie B Nazionale Girone B                                                       |
| Robur Saronno            | dettagli | Saronno (VA)            | PalaBorsani (Castellanza)   | 1ª in Serie B Interregionale Division A, promossa ai play-off di Conference Nord-Ovest |
| Rucker SanVe             | dettagli | San Vendemiano (TV)     | Zoppas Arena                | 4ª in Serie B Nazionale Girone B                                                       |
| Treviglio Brianza Basket | dettagli | Treviglio (BG)          | PalaFacchetti               | Nuova società, titolo di Brianza Casa Basket                                           |
| Vicenza                  | dettagli | Vicenza                 | Palasport Città di Vicenza  | 17ª in Serie B Nazionale Girone B                                                      |
| Virtus Imola             | dettagli | Imola (BO)              | PalaRuggi                   | 11ª in Serie B Nazionale Girone B                                                      |
| Virtus Ragusa            | dettagli | Ragusa                  | Palapadua                   | 2ª in Serie B Interregionale Division H, promossa agli spareggi                        |
| Virtus Lumezzane         | dettagli | Lumezzane (BS)          | Pala LumEnergia             | 12ª in Serie B Nazionale Girone B                                                      |

### Allenatori e primatisti
| Squadra                  | Allenatore          | Capitano            | Cestista più presente                    | Miglior marcatore         |
| ------------------------ | ------------------- | ------------------- | ---------------------------------------- | ------------------------- |
| A. Costa Imola           | Andrea Angori       | Luca Fazzi          | Gioacchino Chiappelli Lucio Martini (38) | Maks Klanjscek (704)      |
| Aurora Desio             | Edoardo Gallazzi    | Andrea Mazzoleni    | Carlo Fumagalli Matteo Tornari (38)      | Emilis Bartninkas (449)   |
| Bakery Basket Piacenza   | Giorgio Salvemini   | Marco Perin         | tre giocatori (38)                       | Laurent Zoccoletti (419)  |
| Basket Mestre            | Mattia Ferrari      | Andrea Mazzucchelli | quattro giocatori (38)                   | Simone Aromando (704)     |
| Fortitudo Agrigento      | Daniele Quilici     | Albano Chiarastella | quattro giocatori (38)                   | Alessandro Scarponi (518) |
| Fulgor Fidenza           | Stefano Bizzozi     | Milo Galli          | Simone Valsecchi Tommaso Bellini (38)    | Simone Valsecchi (594)    |
| Fulgor Omegna            | Riccardo Eliantonio | Jacopo Balanzoni    | tre giocatori (38)                       | Andris Misters (566)      |
| Legnano Basket           | Paolo Piazza        | Andrea Quarisa      | cinque giocatori (38)                    | Nik Raivio (628)          |
| Monferrato Basket        | Fabio Corbani       | Niccolò Martinoni   | tre giocatori (38)                       | Niccolò Martinoni (681)   |
| Orlandina Basket         | Domenico Bolignano  | Matteo Palermo      | sei giocatori (38)                       | Lucas Fresno (591)        |
| Pall. Fiorenzuola        | Lorenzo Dalmonte    | Riccardo Bottioni   | Riccardo Bottioni (38)                   | Riccardo Bottioni (323)   |
| Pallacanestro Crema      | Giancarlo Sacco     | Filippo Fazioli     | tre giocatori (38)                       | Riccardo Murri (507)      |
| Raggisolaris Faenza      | Luigi Garelli       | Sebastian Vico      | quattro giocatori (38)                   | Lorenzo Calbini (492)     |
| Robur Basket Saronno     | Stefano Gambaro     | Davide Tresso       | tre giocatori (38)                       | Giacomo Maspero (497)     |
| Rucker San Vendemiano    | Daniele Aniello     | Andrea Tassinari    | Kristaps Gludītis Enrico Tadiotto (38)   | Kristaps Gludītis (773)   |
| Treviglio Brianza Basket | Davide Villa        | Davide Reati        | cinque giocatori (38)                    | Tommaso Vecchiola (512)   |
| Pallacanestro Vicenza    | Gabriele Ghirelli   | Giovanni Gasparin   | tre giocatori (38)                       | Gian Paolo Almansi (555)  |
| Virtus Imola             | Gianluigi Galetti   | Federico Ricci      | Richard Ygor Morina Federico Ricci (38)  | Santiago Vaulet (646)     |
| Virtus Kleb Ragusa       | Gianni Recupido     | Franco Gaetano      | quattro giocatori (38)                   | Nicolò Bertocco (666)     |
| Virtus Lumezzane         | Luciano Nunzi       | Tommaso Minoli      | Giacomo Baldini Tommaso Minoli (37)      | Giacomo Baldini (564)     |

### Fase di qualificazione

#### Classifica
Aggiornata al 27 aprile 2025
|  | Pos. | Squadra                   | PT | G  | V  | P  | PF   | PS   | Dif  | SD        |
|  | ---- | ------------------------- | -- | -- | -- | -- | ---- | ---- | ---- | --------- |
|  | 1.   | Treviglio Brianza Basket  | 60 | 38 | 30 | 8  | 3165 | 2740 | 425  |           |
|  | 2.   | Legnano Basket            | 56 | 38 | 28 | 10 | 3017 | 2746 | 271  |           |
|  | 3.   | Rucker San Vendemiano     | 54 | 38 | 27 | 11 | 3289 | 3070 | 219  |           |
|  | 4.   | Orlandina Basket          | 48 | 38 | 24 | 14 | 2999 | 2889 | 110  | 2-2 (+19) |
|  | 5.   | Fulgor Omegna             | 48 | 38 | 24 | 14 | 3102 | 2973 | 129  | 2-2 (-4)  |
|  | 6.   | Basket Mestre             | 48 | 38 | 24 | 14 | 3088 | 2956 | 132  | 2-2 (-15) |
|  | 7.   | Fortitudo Agrigento       | 44 | 38 | 22 | 16 | 3044 | 3008 | 36   |           |
|  | 8.   | Raggisolaris Faenza       | 42 | 38 | 21 | 17 | 3066 | 3033 | 33   | 1-1 (+3)  |
|  | 9.   | Monferrato Basket         | 42 | 38 | 21 | 17 | 3160 | 3149 | 11   | 1-1 (-3)  |
|  | 10.  | Fulgor Fidenza            | 40 | 38 | 20 | 18 | 2793 | 2822 | -29  |           |
|  | 11.  | Pallacanestro Vicenza     | 38 | 38 | 19 | 19 | 2845 | 2788 | 57   |           |
|  | 12.  | Virtus Lumezzane          | 36 | 38 | 18 | 20 | 2886 | 2891 | -5   |           |
|  | 13.  | Virtus Imola              | 34 | 38 | 17 | 21 | 2992 | 2985 | 7    |           |
|  | 14.  | Andrea Costa Imola        | 32 | 38 | 16 | 22 | 2874 | 2892 | -18  |           |
|  | 15.  | Bakery Basket Piacenza    | 28 | 38 | 14 | 24 | 2773 | 3021 | -248 |           |
|  | 16.  | Aurora Desio              | 26 | 38 | 13 | 25 | 2824 | 2961 | -137 | 1-1 (+4)  |
|  | 17.  | Pallacanestro Crema       | 26 | 38 | 13 | 25 | 2979 | 3168 | -189 | 1-1 (-4)  |
|  | 18.  | Pallacanestro Fiorenzuola | 24 | 38 | 12 | 26 | 2773 | 3013 | -240 |           |
|  | 19.  | Virtus Kleb Ragusa        | 18 | 38 | 9  | 29 | 2873 | 3164 | -291 |           |
|  | 20.  | Robur Basket Saronno      | 16 | 38 | 8  | 30 | 3071 | 3344 | -273 |           |

Legenda:
      Ammesse ai play-off.
      Partecipante al girone play-in.
 Promossa dopo i play-off in Serie A2.
      Partecipante al girone play-out.
 Retrocessa in Serie B Interregionale.
      Retrocessa direttamente in Serie B Interregionale.
  Vincitrice della Supercoppa LNP 2024 (Serie B)
  Vincitrice della Coppa Italia 2025 (Serie B)
Regolamento:
Due punti a vittoria, zero a sconfitta. In caso di parità tra due squadre si considera la differenza canestri degli scontri diretti, in caso di scarto nullo si considera il coefficiente canestri (PF/PS)
Note:

## Girone B

### Squadre
| Squadra            | Stagione | Città                     | Palazzetto                                                                          | Stagione precedente                                                                |
| ------------------ | -------- | ------------------------- | ----------------------------------------------------------------------------------- | ---------------------------------------------------------------------------------- |
| Basket Ravenna     | dettagli | Ravenna                   | PalaDeAndrè                                                                         | 10ª in Serie B Nazionale Girone B                                                  |
| Chieti 1974        | dettagli | Chieti                    | PalaTricalle                                                                        | 13ª in Serie B Nazionale Girone B                                                  |
| Golfo Piombino     | dettagli | Piombino (LI)             | Palasport Tenda                                                                     | 7ª in Serie B Nazionale Girone A                                                   |
| Herons Montecatini | dettagli | Montecatini Terme (PT)    | PalaTagliate (Lucca)                                                                | 3ª in Serie B Nazionale Girone A                                                   |
| Janus Fabriano     | dettagli | Fabriano (AN)             | PalaChemiba (Cerreto d'Esi)                                                         | 5ª in Serie B Nazionale Girone B                                                   |
| Jesi Academy       | dettagli | Jesi (AN)                 | PalaTriccoli                                                                        | 3ª in Serie B Nazionale Girone B                                                   |
| Juvecaserta        | dettagli | Caserta                   | PalaPiccolo                                                                         | 18ª in Serie B Nazionale Girone A, ripescata                                       |
| Latina Basket      | dettagli | Latina                    | Palasport (Cisterna di Latina) (1ª-21ª, 28ª-) PalaPonteGrande (Ferentino) (23ª-27ª) | 12ª in Serie A2 Girone Verde, retrocessa                                           |
| LUISS Roma         | dettagli | Roma                      | Palazzetto dello Sport                                                              | 8ª in Serie A2 Girone Verde, retrocessa                                            |
| N.P.C. Rieti       | dettagli | Rieti                     | PalaSojourner                                                                       | 16ª in Serie B Nazionale Girone A                                                  |
| Pall. Montecatini  | dettagli | Montecatini Terme (PT)    | PalaCarrara (Pistoia)                                                               | 4ª in Serie B Nazionale Girone A                                                   |
| Pall. Roseto       | dettagli | Roseto degli Abruzzi (TE) | PalaMaggetti                                                                        | 1ª in Serie B Nazionale Girone B                                                   |
| Power Salerno      | dettagli | Salerno                   | Palasilvestri                                                                       | 4ª in Serie B Interregionale Division G, ripescata                                 |
| Pielle Livorno     | dettagli | Livorno                   | PalaMacchia                                                                         | 1ª in Serie B Nazionale Girone A                                                   |
| PSA                | dettagli | Sant'Antimo (NA)          | PalaPuca (1ª-12ª) Palasport (Casalnuovo di Napoli) (14ª-)                           | 8ª in Serie B Nazionale Girone A                                                   |
| Ruvo di Puglia     | dettagli | Ruvo di Puglia (BA)       | PalaColombo                                                                         | 2ª in Serie B Nazionale Girone B                                                   |
| San Giobbe Chiusi  | dettagli | Chiusi (SI)               | PalaPania                                                                           | 12ª in Serie A2 Girone Rosso, retrocessa                                           |
| San Severo         | dettagli | San Severo (FG)           | Palasport Falcone e Borsellino                                                      | 9ª in Serie B Nazionale Girone B                                                   |
| Virtus Cassino     | dettagli | Cassino (FR)              | PalaBorrelli (Minturno)                                                             | 15ª in Serie B Nazionale Girone A                                                  |
| Virtus Roma 1960   | dettagli | Roma                      | Palazzetto dello Sport                                                              | 1ª in Serie B Interregionale Division F, promossa ai play-off di Conference Centro |

### Allenatori e primatisti
| Squadra              | Allenatore | Capitano                                                     | Cestista più presente                | Miglior marcatore           |
| -------------------- | --- | ------------------------------------------------------------ | ------------------------------------ | --------------------------- |
| Basket Ravenna       | Andrea Gabrielli | Gabriel Dron                                                 | otto giocatori (36)                  | Flavio Gay (377)            |
| Chieti 1974          | Lino Lardo | ...                                                          | ...                                  | ...                         |
| Golfo Piombino       | Andrea Zanchi (pre-stagione) Marcelo Signorelli (1ª-18ª) Lorenzo Formica (19ª-27ª) Augusto Conti (28ª-38ª e play-out) | Lorenzo De Zardo                                             | Matteo Nicoli (36)                   | Matteo Nicoli (434)         |
| Herons Montecatini   | Federico Barsotti | Nicola Natali                                                | Marco Arrigoni Emanuele Trapani (36) | Giorgio Sgobba (428)        |
| Janus Fabriano       | Andrea Niccolai | Simone Centanni                                              | Lorenzo Molinaro (36)                | Stefano Pierotti (466)      |
| Jesi Academy         | Marcello Ghizzinardi                                                                                                  | Antonio Valentini                                            | quattro giocatori (36)               | Dario Zucca (367)           |
| JuveCaserta          | Damiano Cagnazzo (1ª-33ª) Massimiliano Baldiraghi (34ª-38ª)                                                           | Domenico D'Argenzio                                          | tre giocatori (36)                   | Domenico D'Argenzio (555)   |
| Latina Basket        | Agostino Origlio (1ª-11ª) Alberto Martelossi (12ª-38ª e play-out)                                                     | Lorenzo Baldasso                                             | quattro giocatori (36)               | Agustín Cáffaro (482)       |
| LUISS Roma           | Andrea Paccariè | Marco Pasqualin                                              | Valerio Cucci Riccardo Salvioni (36) | Valerio Cucci (438)         |
| N.P.C. Rieti         | Francesco Ponticiello (1ª-7ª; 22ª-38ª e play-out) Antonio Paternoster (8ª-21ª)                                        | Mattia Melchiorri                                            | Mattia Melchiorri (36)               | Davide Meluzzi (395)        |
| Pall. Montecatini    | Marco Del Re | Nicola Savoldelli                                            | cinque giocatori (36)                | Daniele Toscano (457)       |
| Pall. Roseto         | Franco Gramenzi | Brian Sacchetti                                              | Andrea Pastore (36)                  | Lukas Aukštikalnis (515)    |
| Pielle Livono        | Federico Campanella (1ª-recupero 28ª) Andrea Turchetto (34ª-38ª e play-off)                                           | Luca Campori                                                 | quattro giocatori (36)               | Ennio Leonzio (472)         |
| Power Basket Salerno | Daniel Farabello (1ª-15ª) Antonio Carone (16ª-38ª)                                                                    | Lucas Chaves                                                 | cinque giocatori (36)                | Lucas Chaves (630)          |
| PSA                  | Marco Gandini | Diego Jordan Lucas                                           | Fatih Mehmedoviq Riccardo Rota (36)  | Giovanni Lenti (468)        |
| Ruvo di Puglia       | Stefano Rajola | Darryl Joshua Jackson                                        | tre giocatori (36)                   | Darryl Joshua Jackson (586) |
| San Giobbe Chiusi    | Nicolas Zanco | Andrea Renzi                                                 | cinque giocatori (36)                | Andrea Renzi (592)          |
| San Severo           | Massimo Bernardi | Goce Petrushevski                                            | sette giocatori (36)                 | Fabio Bugatti (385)         |
| Virtus Cassino       | Andrea Auletta | Michael Teghini                                              | tre giocatori (36)                   | Filmore Beck (498)          |
| Virtus Roma 1960     | Alessandro Tonolli (1ª-23ª) Umberto Zanchi (24ª) Marco Calvani (25ª-38ª e playoff)                                    | Gastón Whelan (1ª-12ª) Andrea Valentini (13ª-38ª e play-off) | quattro giocatori (36)               | Alberto Conti (626)         |

### Fase di qualificazione

#### Classifica
Aggiornata al 27 aprile 2025
|  | Pos. | Squadra                   | PT       | G        | V        | P        | PF       | PS       | Dif      | SD        |
|  | ---- | ------------------------- | -------- | -------- | -------- | -------- | -------- | -------- | -------- | --------- |
|  | 1.   | Pallacanestro Roseto      | 62       | 36       | 31       | 5        | 3123     | 2632     | 491      |           |
|  | 2.   | Ruvo di Puglia            | 50       | 36       | 25       | 11       | 2994     | 2793     | 201      |           |
|  | 3.   | Pallacanestro Montecatini | 48       | 36       | 24       | 12       | 2750     | 2563     | 187      |           |
|  | 4.   | Herons Montecatini        | 46       | 36       | 23       | 13       | 2775     | 2618     | 157      | 4-2       |
|  | 5.   | Virtus Roma 1960          | 46       | 36       | 23       | 13       | 2853     | 2647     | 206      | 3-3 (2-0) |
|  | 6.   | Pielle Livorno            | 46       | 36       | 23       | 13       | 2611     | 2601     | 10       | 3-3 (0-2) |
|  | 7.   | LUISS Roma                | 46       | 36       | 23       | 13       | 2744     | 2719     | 25       | 2-4       |
|  | 8.   | Basket Jesi Academy       | 38       | 36       | 19       | 17       | 2576     | 2536     | 40       |           |
|  | 9.   | Janus Fabriano            | 36       | 36       | 18       | 18       | 2573     | 2572     | 1        | 1-1 (+13) |
|  | 10.  | San Giobbe Chiusi         | 36       | 36       | 18       | 18       | 2770     | 2699     | 71       | 1-1 (-13) |
|  | 11.  | PSA                       | 34       | 36       | 17       | 19       | 2568     | 2657     | -89      |           |
|  | 12.  | Basket Ravenna            | 32       | 36       | 16       | 20       | 2764     | 2806     | -42      | 2-0       |
|  | 13.  | Juvecaserta               | 32       | 36       | 16       | 20       | 2736     | 2759     | -23      | 0-2       |
|  | 14.  | Cestistica San Severo     | 28       | 36       | 14       | 22       | 2667     | 2782     | -115     | 2-0       |
|  | 15.  | Power Basket Salerno      | 28       | 36       | 14       | 22       | 2705     | 2808     | -103     | 0-2       |
|  | 16.  | Golfo Piombino            | 24       | 36       | 12       | 24       | 2568     | 2799     | -231     |           |
|  | 17.  | Latina Basket             | 20       | 36       | 10       | 26       | 2607     | 2811     | -204     | 2-0       |
|  | 18.  | Virtus Cassino            | 20       | 36       | 10       | 26       | 2574     | 2821     | -247     | 0-2       |
|  | 19.  | N.P.C. Rieti              | 12       | 36       | 6        | 30       | 2717     | 3052     | -335     |           |
|  |      | Chieti Basket '74         | Ritirata | Ritirata | Ritirata | Ritirata | Ritirata | Ritirata | Ritirata | Ritirata  |

Legenda:
      Ammesse ai play-off
      Partecipante al Girone play-in
 Promossa dopo i play-off in Serie A2.
      Partecipante al Girone play-out
 Retrocessa in Serie B Interregionale
      Retrocessa direttamente in Serie B Interregionale.
 Esclusa dal campionato.
  Vincitrice della Supercoppa LNP 2024 (Serie B)
  Vincitrice della Coppa Italia 2025 (Serie B)
Regolamento:
Due punti a vittoria, zero a sconfitta. In caso di parità tra due squadre si considera la differenza canestri degli scontri diretti, in caso di scarto nullo si considera il coefficiente canestri (PF/PS)
Note:
Il Chieti Basket '74 viene escluso dal campionato il 5 marzo 2025, tutte le gare disputate vengono annullate.

## Post season

### Tabellone 1

#### Play-in[7]
|  | Primo turno | Primo turno    | Primo turno  |                |                | Secondo turno       | Secondo turno | Secondo turno |  |  | Qualificate ai play-off | Qualificate ai play-off | Qualificate ai play-off |  |
|  |             |                |              |                |                |                     |               |               |  |  |                         |                         |                         |  |
|  | 9B          | Janus Fabriano | 94           |                |                |                     |               |               |  |  |                         |                         |                         |  |
|  | 9B          | Janus Fabriano | 94           |                |                |                     |               |               |  |  |                         |                         |                         |  |
|  | 12B         | Basket Ravenna | 95           |                |                |                     |               |               |  |  |                         |                         |                         |  |
|  | 12B         | Basket Ravenna | 95           |                | 8B             | Jesi Academy        | 71            |               |  |  |                         |                         |                         |  |
|  |             |                |              |                | 8B             | Jesi Academy        | 71            |               |  |  |                         |                         |                         |  |
|  |             |                | 12B          | Basket Ravenna | 60             |                     |               |               |  |  |                         |                         |                         |  |
|  |             |                |              | Basket Ravenna | 60             |                     |               |               |  |  |                         |                         |                         |  |
|  |             |                |              |                |                |                     |               |               |  |  |                         |                         |                         |  |
|  |             |                |              |                |                |                     |               |               |  |  |                         |                         |                         |  |
|  |             | 8              | Jesi Academy | Jesi Academy   |                |                     |               |               |  |  |                         |                         |                         |  |
|  |             |                |              |                |                |                     |               |               |  |  |                         |                         |                         |  |
|  |             |                | 7            | Fulgor Fidenza | Fulgor Fidenza |                     |               |               |  |  |                         |                         |                         |  |
|  | 10A         | Fulgor Fidenza | 7            | Fulgor Fidenza | Fulgor Fidenza | 73                  |               |               |  |  |                         |                         |                         |  |
|  | 10A         | Fulgor Fidenza |              |                |                |                     |               |               |  |  |                         |                         |                         |  |
|  | 11A         | Vicenza        | 64           |                |                |                     |               |               |  |  |                         |                         |                         |  |
|  | 11A         | Vicenza        | 64           |                | 7A             | Fortitudo Agrigento | 83            |               |  |  |                         |                         |                         |  |
|  |             |                |              |                | 7A             | Fortitudo Agrigento | 83            |               |  |  |                         |                         |                         |  |
|  |             |                | 10A          | Fulgor Fidenza | 91             |                     |               |               |  |  |                         |                         |                         |  |

#### Playoff[8]
|  | Quarti di finale | Quarti di finale         | Quarti di finale         | Quarti di finale | Quarti di finale | Quarti di finale | Quarti di finale |  |  | Semifinali | Semifinali               | Semifinali     | Semifinali     | Semifinali     | Semifinali     | Semifinali |    |    | Finale | Finale             | Finale             | Finale             | Finale | Finale | Finale |  |
|  |                  |                          |                          |                  |                  |                  |                  |  |  |            |                          |                |                |                |                |            |    |    |        |                    |                    |                    |        |        |        |  |
|  | 1A               | Treviglio Brianza Basket | Treviglio Brianza Basket | 74               | 70               | 95               | 78               |  |  |            |                          |                |                |                |                |            |    |    |        |                    |                    |                    |        |        |        |  |
|  | 8B               | Jesi Academy             | Jesi Academy             | 62               | 76               | 93               | 69               |  |  | 1A         | Treviglio Brianza Basket | 81             | 67             | 83             | 91             | 68         |    |    |        |                    |                    |                    |        |        |        |  |
|  | 4B               | Herons Montecatini       | 89                       | 92               | 63               | 94               | 86               |  |  | 4B         | Herons Montecatini       | 75             | 81             | 59             | 92             | 75         |    |    |        |                    |                    |                    |        |        |        |  |
|  | 5A               | Fulgor Omegna            | 93                       | 88               | 83               | 92               | 76               |  |  |            |                          |                |                |                |                |            |    |    | 4B     | Herons Montecatini | Herons Montecatini | Herons Montecatini | 71     | 60     | 79     |  |
|  | 3A               | Rucker SanVe             | Rucker SanVe             | Rucker SanVe     | 88               | 75               | 73               |  |  |            |                          | 2B             | Ruvo di Puglia | Ruvo di Puglia | Ruvo di Puglia | 86         | 88 | 85 |        |                    |                    |                    |        |        |        |  |
|  | 6B               | Pielle Livorno           | Pielle Livorno           | Pielle Livorno   | 94               | 79               | 81               |  |  | 6B         | Pielle Livorno           | Pielle Livorno | Pielle Livorno | 50             | 78             | 61         |    |    |        |                    |                    |                    |        |        |        |  |
|  | 2B               | Ruvo di Puglia           | Ruvo di Puglia           | 77               | 87               | 76               | 81               |  |  | 2B         | Ruvo di Puglia           | Ruvo di Puglia | Ruvo di Puglia | 76             | 89             | 82         |    |    |        |                    |                    |                    |        |        |        |  |
|  | 7A               | Fulgor Fidenza           | Fulgor Fidenza           | 70               | 72               | 87               | 72               |  |  |            |                          |                |                |                |                |            |    |    |        |                    |                    |                    |        |        |        |  |

### Tabellone 2

#### Play-in[9]
|  | Primo turno | Primo turno       | Primo turno         |                     |            | Secondo turno       | Secondo turno | Secondo turno |  |  | Qualificate ai play-off | Qualificate ai play-off | Qualificate ai play-off |  |
|  |             |                   |                     |                     |            |                     |               |               |  |  |                         |                         |                         |  |
|  | 9A          | Monferrato Basket | 85                  |                     |            |                     |               |               |  |  |                         |                         |                         |  |
|  | 9A          | Monferrato Basket | 85                  |                     |            |                     |               |               |  |  |                         |                         |                         |  |
|  | 12A         | Virtus Lumezzane  | 67                  |                     |            |                     |               |               |  |  |                         |                         |                         |  |
|  | 12A         | Virtus Lumezzane  | 67                  |                     | 8A         | Raggisolaris Faenza | 82            |               |  |  |                         |                         |                         |  |
|  |             |                   |                     |                     | 8A         | Raggisolaris Faenza | 82            |               |  |  |                         |                         |                         |  |
|  |             |                   | 9A                  | Monferrato Basket   | 66         |                     |               |               |  |  |                         |                         |                         |  |
|  |             |                   |                     | Monferrato Basket   | 66         |                     |               |               |  |  |                         |                         |                         |  |
|  |             |                   |                     |                     |            |                     |               |               |  |  |                         |                         |                         |  |
|  |             |                   |                     |                     |            |                     |               |               |  |  |                         |                         |                         |  |
|  |             | 8                 | Raggisolaris Faenza | Raggisolaris Faenza |            |                     |               |               |  |  |                         |                         |                         |  |
|  |             |                   |                     |                     |            |                     |               |               |  |  |                         |                         |                         |  |
|  |             |                   | 7                   | LUISS Roma          | LUISS Roma |                     |               |               |  |  |                         |                         |                         |  |
|  | 10B         | San Giobbe Chiusi | 7                   | LUISS Roma          | LUISS Roma | 100                 |               |               |  |  |                         |                         |                         |  |
|  | 10B         | San Giobbe Chiusi |                     |                     |            |                     |               |               |  |  |                         |                         |                         |  |
|  | 11B         | PSA               | 85                  |                     |            |                     |               |               |  |  |                         |                         |                         |  |
|  | 11B         | PSA               | 85                  |                     | 7B         | LUISS Roma          | 92            |               |  |  |                         |                         |                         |  |
|  |             |                   |                     |                     | 7B         | LUISS Roma          | 92            |               |  |  |                         |                         |                         |  |
|  |             |                   | 10B                 | San Giobbe Chiusi   | 66         |                     |               |               |  |  |                         |                         |                         |  |

#### Play-off[10]
|  | Quarti di finale | Quarti di finale    | Quarti di finale    | Quarti di finale    | Quarti di finale | Quarti di finale | Quarti di finale |  |  | Semifinali | Semifinali    | Semifinali    | Semifinali    | Semifinali    | Semifinali    | Semifinali |    |    | Finale | Finale       | Finale       | Finale       | Finale | Finale | Finale |  |
|  |                  |                     |                     |                     |                  |                  |                  |  |  |            |               |               |               |               |               |            |    |    |        |              |              |              |        |        |        |  |
|  | 1B               | Pall. Roseto        | Pall. Roseto        | Pall. Roseto        | 101              | 88               | 89               |  |  |            |               |               |               |               |               |            |    |    |        |              |              |              |        |        |        |  |
|  | 8A               | Raggisolaris Faenza | Raggisolaris Faenza | Raggisolaris Faenza | 62               | 73               | 71               |  |  | 1B         | Pall. Roseto  | Pall. Roseto  | Pall. Roseto  | 88            | 91            | 78         |    |    |        |              |              |              |        |        |        |  |
|  | 4A               | Orlandina           | 70                  | 95                  | 81               | 72               | 82               |  |  | 4A         | Orlandina     | Orlandina     | Orlandina     | 61            | 75            | 74         |    |    |        |              |              |              |        |        |        |  |
|  | 5B               | Virtus Roma 1960    | 76                  | 64                  | 74               | 77               | 77               |  |  |            |               |               |               |               |               |            |    |    | 1B     | Pall. Roseto | Pall. Roseto | Pall. Roseto | 83     | 72     | 85     |  |
|  | 3B               | Pall. Montecatini   | 66                  | 82                  | 79               | 71               | 69               |  |  |            |               | 6A            | Basket Mestre | Basket Mestre | Basket Mestre | 63         | 69 | 63 |        |              |              |              |        |        |        |  |
|  | 6A               | Basket Mestre       | 59                  | 96                  | 72               | 83               | 78               |  |  | 6A         | Basket Mestre | Basket Mestre | Basket Mestre | 91            | 79            | 81         |    |    |        |              |              |              |        |        |        |  |
|  | 2A               | Legnano Basket      | 71                  | 62                  | 74               | 69               | 74               |  |  | 7B         | LUISS Roma    | LUISS Roma    | LUISS Roma    | 83            | 76            | 66         |    |    |        |              |              |              |        |        |        |  |
|  | 7B               | LUISS Roma          | 69                  | 79                  | 70               | 70               | 79               |  |  |            |               |               |               |               |               |            |    |    |        |              |              |              |        |        |        |  |

### Spareggio Promozione
Lo spareggio si è disputato domenica 22 giugno, alle 18:30, alla Baltur Arena di Cento.
|  | Spareggio promozione |                    |                    |                    |    |  |
|  |                      |                    |                    |                    |    |  |
|  | 4B                   | Herons Montecatini | Herons Montecatini | Herons Montecatini | 70 |  |
|  | 6A                   | Basket Mestre      | Basket Mestre      | Basket Mestre      | 79 |  |

### Play-out

#### Tabellone 1[12]
|  | Primo turno | Primo turno       | Primo turno       | Primo turno       | Primo turno | Primo turno | Primo turno |  |  | Secondo turno | Secondo turno     | Secondo turno     | Secondo turno | Secondo turno | Secondo turno | Secondo turno |  |
|  |             |                   |                   |                   |             |             |             |  |  |               |                   |                   |               |               |               |               |  |
|  | 16A         | Aurora Desio      | 87                | 68                | 60          | 84          | 84          |  |  |               |                   |                   |               |               |               |               |  |
|  | 19B         | N.P.C. Rieti      | 83                | 84                | 69          | 63          | 85          |  |  | 16A           | Aurora Desio      | Aurora Desio      | 75            | 69            | 88            | 67            |  |
|  | 17B         | Latina Basket     | Latina Basket     | Latina Basket     | 72          | 71          | 78          |  |  | 18A           | Pall. Fiorenzuola | Pall. Fiorenzuola | 102           | 53            | 74            | 65            |  |
|  | 18A         | Pall. Fiorenzuola | Pall. Fiorenzuola | Pall. Fiorenzuola | 56          | 64          | 73          |  |  |               |                   |                   |               |               |               |               |  |

#### Tabellone 2[13]
|  | Primo turno | Primo turno    | Primo turno    | Primo turno    | Primo turno | Primo turno | Primo turno |  |  | Secondo turno | Secondo turno  | Secondo turno  | Secondo turno | Secondo turno | Secondo turno | Secondo turno |  |
|  |             |                |                |                |             |             |             |  |  |               |                |                |               |               |               |               |  |
|  | 16B         | Golfo Piombino | Golfo Piombino | Golfo Piombino | 76          | 85          | 97          |  |  |               |                |                |               |               |               |               |  |
|  | 19A         | Virtus Ragusa  | Virtus Ragusa  | Virtus Ragusa  | 61          | 66          | 89          |  |  | 19A           | Virtus Ragusa  | Virtus Ragusa  | 81            | 50            | 68            | 65            |  |
|  | 17A         | Pall. Crema    | Pall. Crema    | 74             | 80          | 73          | 90          |  |  | 18B           | Virtus Cassino | Virtus Cassino | 71            | 65            | 70            | 68            |  |
|  | 18B         | Virtus Cassino | Virtus Cassino | 84             | 55          | 69          | 81          |  |  |               |                |                |               |               |               |               |  |

## Verdetti

### Promozioni in Serie A2
- Vincitrice Play-Off Tabellone 1:  Ruvo di Puglia
- Vincitrice Play-Off Tabellone 2:  Pall. Roseto
- Vincitrice Spareggio Promozione: Basket Mestre

### Altri Verdetti
- Retrocessioni:  Robur Saronno,  Pall. Fiorenzuola,  Virtus Ragusa
- Coppa Italia LNP:  Pall. Montecatini
- Supercoppa LNP:  Pall. Roseto

### Abbandoni e Esclusioni
- Chieti 1974[14]